# Европа — это мы! Манифест перестройки ЕС от самого основания
«Европа — это мы! Манифест перестройки Европы от самого основания» (нем. Wir sind Europa! Manifest zur Neugründung der EU von unten) — инициатива известного социолога Ульриха Бека и депутата Европарламента Даниэля Кон-Бендита. Манифест опубликован в мае 2012 года.

## Цель Манифеста
Целью проекта является реализация Добровольного Европейского Года. Молодые люди в Европейском Союзе могут сегодня поехать в любую страну мира на срок до года для участия в благотворительных проектах. Финансирует этот Добровольный социальный год Еврокомиссия. Проект «Добровольный социальный год» завершился в 2013 году, поэтому группа представителей культуры, политики и бизнеса предложила в развитие его следующий проект: Добровольный европейский год для всех — без ограничения по возрасту, профессии и положению. Целью проекта является создание горизонтальных связей, сотрудничество людей из разных стран, знакомство с менталитетами, культурой, в том числе рабочей. По этой новой программе каждый житель Европейского Союза сможет поехать в другие страны, чтобы поработать в проектах защиты окружающей среды, образовательных, благотворительных проектах. Расходы будет перенимать большей частью Еврокомиссия. Главная обозначенная в Манифесте цель — реформирование Европейского Союза путём создания и укрепления горизонтальных связей.

## Содержание Манифеста
Подписавшие Манифест требуют «от Европейской Комиссии и национальных правительств, Европейского Парламента и национальных парламентов создать Европу активных граждан, в том числе финансовые и правовые предпосылки для Добровольного Европейского Года для Всех…»

## Публикация Манифеста и первые подписавшие
Манифест «Европа — это мы!» подписан президентом Европарламента Мартином Шульцем, канцлером Германии (с 1974 до 1982) Гельмутом Шмидтом, федеральным президентом Германии (с 1984 до 1994) Рихардом фон Вайцзеккером, министром иностранных дел Германии и вице-канцлером (с 1998 до 2005) Йошкой Фишером и другими европейскими деятелями культуры, политики и бизнеса (100 первых подписавших).
Манифест опубликован в 15 странах Евросоюза, в том числе в изданиях Le Monde, Die Zeit, Der Tagesspiegel, La Repubblica, El Pais, The Guardian, Politiken, Népszabadság, Respekt, Expresso, KULTURA.
Allianz Kulturstiftung, председатель его кураториума Кристина Вайс (министр культуры Германии в 2002—2005) и его руководитель Михаэль Тосс были одними из инициаторов Манифеста, с самого начала оказавшими неоценимую поддержку. На сайте Allianz Kulturstiftung Манифест опубликован и на русском языке, где его можно поддержать подписью онлайн.

## Новости
В феврале 2013 начались консультации председателя Европейской комиссии Жозе Мануэла Баррозу и комиссара Комиссии по образованию, культуре и молодёжи Андруллы Вассилиу по реализации положений Манифеста и организации Добровольного Европейского Года для Всех.
16 сентября 2013 года президент Европарламента Мартин Шульц, выступая на юбилее 60 Jahre Europäischer Wettbewerb, высказал требование расширения программы «Эразмус» и применения её, в том числе предоставления Добровольного европейского года для всех, например для не-студентов.
5 ноября 2013 Европарламент опубликовал приглашение подавать заявки в программу Erasmus+.
Согласно пресс-релизу Европейского парламента от 19 ноября 2013 года в этот день Erasmus+ был принят Европарламентом в объёме 14,7 млрд евро для 4 миллионов человек, которые смогут в ней участвовать. Окончательное принятие Советом Европы состоится в течение месяца.